# Symphanodes dianiphus
Genre
Espèce
Symphanodes dianiphus, unique représentant du genre Symphanodes, est une espèce d'araignées aranéomorphes de la famille des Gnaphosidae.

## Distribution
Cette espèce est endémique du Queensland en Australie. Elle se rencontre vers la Cape  River (de).

## Description
La carapace de la femelle holotype mesure 1,6 mm sur 1,2 mm et l'abdomen 2,5 mm sur 1,2 mm.

## Publication originale
- Rainbow, 1916 : Arachnida from northern Queensland. Part 1. Records of the Australian Museum, vol. 11, no 3, p. 33-64 (texte intégral).